# Marcus Aquilius Regulus
Marcus Aquilius Regulus était un sénateur et un homme politique de l'Empire romain, délateur sous Néron et Domitien.

## Biographie

### Famille
Selon Tacite, son père fut exilé sous Néron et sa richesse partagée entre ses créanciers, mais ne le nomme pas. Paul von Rohden suggère que son père pourrait être identifié avec Lucius Aquillius L.f. Regulus, qui est pontife et questeur sous Tibère et mentionné dans une inscription (CIL VI, 2122). Tacite identifie également Lucius Vipstanus Messalla comme son demi-frère, et on suppose généralement qu'ils partageaient la même mère ; elle n'a pas été identifiée. Il est probablement le petit-fils de Lucius Aquilius Florus, rex sacrorum sous Tibère.
Son épouse, Caepia Procula, est la sœur de Titus Caepio Hispo, consul suffect sous Trajan. De Caepia, il a un fils, Aquilius Regulus, né vers 87/88 et qui décède avant son père, vers 104. Il à peut être aussi une fille, qui épousera Publius Metilius Secundus Pontianus, consul suffect en 123.

### Carrière
Sa période de plus grande notoriété fut sous le règne de Néron, lorsque Regulus poursuivit Marcus Licinius Crassus Frugi, Servius Cornelius Scipio Salvidienus Orfitus, et fut impliqué dans les cas de Quintus Sulpicius Camerinus Peticus et de son fils. Il fut probablement augure sous Néron.
Pline prétend qu'il était aussi actif sous le règne de Domitien que sous le règne de Néron, mais nous savons très peu de choses sur ses activités au cours de la période ultérieure.
Après l'Année des quatre empereurs, Regulus est questeur et fut poursuivi par Curtius Montanus pour ses activités de délateur ; Au cours de ce procès, il fut défendu avec compétence par son demi-frère Vipstanus Messalla, et malgré la comparution de l'épouse de Crassus Frugi, Sulpicia Praetextata, avec leurs jeunes enfants devant le Sénat, Regulus échappa à la punition. Regulus a trouvé grâce sous Vespasien, et les historiens débattent pour savoir si Regulus a obtenu un consulat suffect en 84 ou 85. Alors que Ronald Syme plaide pour cet honneur, Rutledge est moins certain qu'il ait obtenu ce poste.
Selon Pline, Régulus craignait pour sa vie après l'assassinat de Domitien. Dans l'une de ses lettres, Pline décrit comment l'homme avait l'intention de se rapprocher de Pline avant que Junius Mauricus puisse revenir d'exil et éventuellement se venger de Regulus pour sa relégation. Pline était clairement hostile envers Regulus, car dans une autre lettre, il raconte comment Regulus se livrait à la chasse à l'héritage et présente un portrait antipathique du deuil de Regulus à la suite de la mort prématurée de son fils unique.
Christian Settipani date la mort de Regulus comme « vers 105 ou 106 ».

### Orateur
Malgré une réputation négative de délateur, Regulus était considéré comme l'un des trois meilleurs orateurs de l'époque romaine. Rutledge souligne le jugement de Martianus Capella, qui l'a classé avec Pline le Jeune et Fronton parmi les plus grands orateurs romains après Cicéron. Cependant, aucun de ses discours nous est parvenus.